# ألفارو جوليانو
ألفارو جوليانو هو لاعب كرة قدم برازيلي في مركز الوسط، ولد في 6 يونيو 1991 في البرازيل. لعب مع نادي بوتيف بلوفديف.

## وصلات خارجية
- ألفارو جوليانو على موقع قاعدة بيانات كرة القدم.إي يو (الإنجليزية)
- ألفارو جوليانو على موقع Soccerway.com (الإنجليزية)